# Lac Martin (Alabama)
Pour les articles homonymes, voir Lac Martin (homonymie).
Le lac Martin est un lac de barrage américain situé dans les comtés de Tallapoosa, Elmore et Coosa dans l'État de l'Alabama.
Il s'est formé sur le cours de la rivière Tallapoosa, lors de la construction du barrage Martin (en) entre 1923 et 1926, créant ce qui était à l'époque le plus grand plan d’eau artificiel au monde avec une superficie de 178 km2 et plus de 1 200 km de rivage boisé.

## Source de la traduction
- (en) Cet article est partiellement ou en totalité issu de l’article de Wikipédia en anglais intitulé « Lake Martin » (voir la liste des auteurs).